# La casa rosada (película)
La casa rosada es una película peruana dirigida y producida por el cineasta y antropólogo ayacuchano Palito Ortega Matute y estrenada póstumamente en mayo de 2018 en Perú. Es una de las películas peruanas más galardonadas de los últimos años. Según el director, es la película más grande que ha podido producir.

## Argumento
La película cuenta la historia de una familia ayacuchana durante la Época del terrorismo en Perú. La madre es asesinada y el padre, el profesor universitario, Adrián Mendoza Torres, es acusado de formar parte de la organización terrorista Sendero Luminoso, por esta razón es torturado cruelmente en la Casa Rosada, centro clandestino de detención. Su familia y sus hijos, Juan de Dios y María del Carmen, de 9 y 10 años, iniciarán su intensa búsqueda hallándolo moribundo en un desolado sitio rodeado de muchos muertos, es allí que logran salvarle la vida, después de algunas semanas, la familia huye de la guerra hacia Lima. La historia se desarrolla en los años 80 en Ayacucho, lugar que concentró la mayor parte de la violencia desatada durante la época del terrorismo.

## Reparto
- José Luis Adrianzen - Adrián Mendoza Torres, el profesor
- Ricardo Bromley - Juan de Dios
- Shantall Lozano - María del Carmen
- Camila Mac Lennan - Tía Rosa
- Rodrigo Viaggio - El perturbado
- Kike Casterot - Calamar 10
- Carlos Cano - Mayor del Ejército
- Ramón García - Taxista
- Christhian Esquivel - Sinchi Manuel
- Jhonny Mendoza - Teniente
- Segundino Huamancusi - Prisionero artesano
- Oswaldo Salas - Militar chato
- Nelba Acuña - Senderista 1

## Producción
Palito Ortega Matute conoció en primera persona las instalaciones de la "casa rosada", lugar donde se torturaba a personas acusadas de formar parte de Sendero Luminoso, cuando a los 16 años de edad, mientras acompañaba a un universitario, fue detenido por las fuerzas armadas y pasó un mes y medio en aquel lugar, próximo al cuartel del ejército Los Cabitos.  De aquí pudo salir gracias a que su familia pudo demostrar su inocencia y a que lograron contactos influyentes en aquella época.
La película se financió, principalmente, con el premio 2009 del Concurso de Proyectos de Largometraje CONACINE que otorgó S/ 400,000.00  para esta producción, además de  auspicios y canjes conseguidos.
Encontrar al personaje de Juan de Dios, hijo del profesor universitario torturado, tomó cerca de seis años. Ricardo Bromley, actor finalmente seleccionado para el rol, llegó al casting de casualidad debido a que un familiar le avisó del evento.

Tanto Palito Ortega como su viuda, Nelba Acuña, dieron sus razones para ver la película. 
"Yo soy ayacuchano y viví gran parte de esta violencia en Huamanga. Tengo la posibilidad de poder tratar esta historia con mayor neutralismo. El ser testigo me da la posibilidad de contar una historia más real y cercana a lo que pasó". Palito Ortega M.
"Hay que verla por un tema de memoria, de tolerancia, de respeto a quienes pasaron esta época tan difícil, a quienes vivieron y a quienes sobrevivieron a esa barbarie. Creo que el cine es una fuente de transformación, y las imágenes son una magnífica oportunidad para que el espectador pueda asumir conciencia". Nelba Acuña Prado.

## Estreno
Antes de su estreno, la película estuvo sujeto a controversia. El congresista y General de División del Ejército (r)  Edwin Donayre alegaba que la cinta “denigraba a las Fuerzas Armadas”. La actriz Karina Calmet fue ridiculizada después de que la calificara vía Twitter como apología del terrorismo. Debido a la controversia, la película fue retirada de varias salas. Pese a ello, la película se mantuvo en cartelera durante siete semanas y el LUM lo presenta regularme como parte de sus actividades de fortalecimiento de memoria.

## Premios y nominaciones
| Año  | Evento                                                                     | Categoría                   | Resultado |
| ---- | -------------------------------------------------------------------------- | --------------------------- | --------- |
| 2018 | Premios Luces, Perú                                                        | Mejor Película              | Nominado  |
| 2017 | Slemani International Film Festival, Irak                                  | Mención Especial del Jurado | Ganador   |
| 2017 | Festival Internacional de Cine de Guayaquil, Ecuador                       | Mejor Actor                 | Ganador   |
| 2017 | Festival Internacional de Cine de Guayaquil, Ecuador                       | Mejor Edición               | Ganador   |
| 2017 | No Identity Action Films Festival, Sevilla, España                         | Mejor Banda Sonora          | Ganador   |
| 2017 | Festival Internacional de Cine Bajo La Luna - Islantilla Cinefórum, España | Mejor Dirección Artística   | Ganador   |
| 2016 | Semana Internacional de Cine de Autor de Lugo                              | Mejor Película              | Ganador   |
| 2009 | Concurso Nacional de Proyectos Cinematográficos Conacine                   | Proyectos de largometrajes  | Ganador   |